# Alsa (přítok Mituvy)
Alsa je řeka v Litvě, v Žemaitsku. Teče v okresech Raseiniai (Kaunaský kraj) a Jurbarkas (Tauragėský kraj), v Karšuvské nížině. Je to pravý přítok řeky Mituva. Pramení v okrese Raseiniai, nedaleko dálnice A1 Klaipėda – Vilnius, u obce Pažėrai. Teče směrem jihozápadním. Protéká západním okrajem lesa jménem Birbiliškės miškas. Do Mituvy se vlévá jako její pravý přítok 47 km od jejího ústí do Němenu u obce Pažėrai. Průměrný spád je 178 cm/km.

## Přítoky
Levé:
| Hydrologické pořadí | Řeka    | Délka (km) | Povodí (km²) | Vzdálenost od ústí (km) | Ústí kde | Koordináty ústí |
| ------------------- | ------- | ---------- | ------------ | ----------------------- | -------- | --------------- |
| 10012162            | Alšakis | 8,0        | 11,7         | 22,8                    |          |                 |
| 10012164            | A – 3   | 3,2        | 2,9          | 18,1                    |          |                 |
| 10012165            | Mižupis | 2,8        | 2,1          | 14,3                    |          |                 |
| 10012168            | A – 1   | 3,3        | 2,8          | 9,1                     |          |                 |

Pravé:
| Hydrologické pořadí | Řeka       | Délka (km) | Povodí (km²) | Vzdálenost od ústí (km) | Ústí kde | Koordináty ústí |
| ------------------- | ---------- | ---------- | ------------ | ----------------------- | -------- | --------------- |
| 10012161            | Lazdynupis | 3,0        | 3,9          | 29,9                    |          |                 |
| 10012163            | Serbentinė | 3,0        | 1,9          | 21,6                    |          |                 |
| 10012166            | Bobylas    | 3,3        | 2,7          | 13,8                    |          |                 |
| 10012167            | Trydupis   | 4,6        | 3,1          | 13,3                    |          |                 |

## Obce při řece
- Rupeikiai, Paalsys I